# Società Sportiva Calcio Venezia 2007-2008
Questa pagina raccoglie le informazioni riguardanti la Società Sportiva Calcio Venezia nelle competizioni ufficiali della stagione 2007-2008.

## Rosa
| N. |                      | Ruolo | Calciatore              |
| -- | -------------------- | ----- | ----------------------- |
|    | Italia (bandiera)    | P     | Enrico Alfonso          |
|    | Italia (bandiera)    | A     | Mirco Antenucci         |
|    | Italia (bandiera)    | P     | Giuseppe Aprea          |
|    | Italia (bandiera)    | C     | Ezio Brevi (II)         |
|    | Italia (bandiera)    | D     | Oscar Brevi (I)         |
|    | Italia (bandiera)    | C     | Mattia Collauto         |
|    | Italia (bandiera)    | C     | Luca Conean             |
|    | Italia (bandiera)    | C     | Davide Drascek          |
|    | Italia (bandiera)    | C     | Alberto Filippini       |
|    | Italia (bandiera)    | C     | Daniele Fornaio         |
|    | Italia (bandiera)    | A     | Manolo Gennari          |
|    | Argentina (bandiera) | D     | Ruben Gerardo Ghrigini  |
|    | Italia (bandiera)    | P     | Massimo Lotti           |
|    | Italia (bandiera)    | D     | Davide Mandorlini       |
|    | Germania (bandiera)  | C     | Marcelo Aparicio Mateos |
|    | Italia (bandiera)    | C     | Daniele Mattielig       |

| N. |                   | Ruolo | Calciatore          |
| -- | ----------------- | ----- | ------------------- |
|    | Italia (bandiera) | D     | Massimiliano Mei    |
|    | Italia (bandiera) | A     | Marco Moro          |
|    | Italia (bandiera) | D     | Ivan Pedrelli       |
|    | Italia (bandiera) | C     | Vincenzo Pepe       |
|    | Italia (bandiera) | D     | Emanuele Pesoli     |
|    | Italia (bandiera) | A     | Paolo Poggi         |
|    | Italia (bandiera) | C     | Davide Pradolin     |
|    | Italia (bandiera) | C     | Alberto Rebecca     |
|    | Italia (bandiera) | C     | Fabrizio Romondini  |
|    | Italia (bandiera) | D     | Davide Scantamburlo |
|    | Italia (bandiera) | D     | Roberto Taurino     |
|    | Italia (bandiera) | D     | Matteo Teoldi       |
|    | Italia (bandiera) | D     | Dario Teso          |
|    | Italia (bandiera) | A     | Francesco Zerbini   |
|    | Italia (bandiera) | A     | Marco Veronese (II) |

## Risultati

### Campionato

#### Girone di andata
| 26 agosto 2007 1ª giornata | Venezia | 1 – 2 | Cremonese |  |

| 3 settembre 2007 2ª giornata | Pro Sesto | 0 – 2 | Venezia |  |

| 9 settembre 2007 3ª giornata | Venezia | 1 – 1 | Cittadella |  |

| 16 settembre 2007 4ª giornata | Lecco | 1 – 1 | Venezia |  |

| 24 settembre 2007 5ª giornata | Venezia | 2 – 0 | Sassuolo |  |

| 30 settembre 2007 6ª giornata | Verona | 0 – 1 | Venezia |  |

| 8 ottobre 2007 7ª giornata | Venezia | 1 – 1 | Foggia |  |

| 14 ottobre 2007 8ª giornata | Pro Patria | 0 – 1 | Venezia |  |

| 21 ottobre 2007 9ª giornata | Venezia | 2 – 1 | Cavese |  |

| 29 ottobre 2007 10ª giornata | Padova | 4 – 1 | Venezia |  |

| 1 novembre 2007 11ª giornata | Venezia | 1 – 0 | Novara |  |

| 5 novembre 2007 12ª giornata | Manfredonia | 2 – 1 | Venezia |  |

| 12 novembre 2007 13ª giornata | Venezia | 1 – 0 | Paganese |  |

| 18 novembre 2007 14ª giornata | Monza | 0 – 0 | Venezia |  |

| 25 novembre 2007 15ª giornata | Venezia | 2 – 0 | Ternana |  |

| 3 dicembre 2007 16ª giornata | Foligno | 2 – 0 | Venezia |  |

| 9 dicembre 2007 17ª giornata | Venezia | 0 – 1 | Legnano |  |

#### Girone di ritorno
| 16 dicembre 2007 18ª giornata | Cremonese | 0 – 0 | Venezia |  |

| 23 dicembre 2007 19ª giornata | Venezia | 2 – 1 | Pro Sesto |  |

| 14 gennaio 2008 20ª giornata | Cittadella | 3 – 1 | Venezia |  |

| 21 gennaio 2008 21ª giornata | Venezia | 4 – 0 | Lecco |  |

| 3 febbraio 2008 22ª giornata | Sassuolo | 1 – 0 | Venezia |  |

| 10 febbraio 2008 23ª giornata | Venezia | 1 – 0 | Verona |  |

| 17 febbraio 2008 24ª giornata | Foggia | 1 – 0 | Venezia |  |

| 24 febbraio 2008 25ª giornata | Venezia | 0 – 1 | Pro Patria |  |

| 10 marzo 2008 26ª giornata | Cavese | 2 – 0 | Venezia |  |

| 16 marzo 2008 27ª giornata | Venezia | 2 – 1 | Padova |  |

| 22 marzo 2008 28ª giornata | Novara | 2 – 1 | Venezia |  |

| 31 marzo 2008 29ª giornata | Venezia | 1 – 2 | Manfredonia |  |

| 6 aprile 2008 30ª giornata | Paganese | 3 – 1 | Venezia |  |

| 13 aprile 2008 31ª giornata | Venezia | 4 – 1 | Monza |  |

| 20 aprile 2008 32ª giornata | Ternana | 3 – 2 | Venezia |  |

| 27 aprile 2008 33ª giornata | Venezia | 0 – 2 | Foligno |  |

| 4 maggio 2008 34ª giornata | Legnano | 3 – 1 | Venezia |  |